# جوزيف بيخ
جوزيف بيخ (17 فبراير 1887 - 8 مارس 1975) هو سياسي ومحامي من لوكسمبورغ. ورئيس وزراء لوكسمبورغ الخامس عشر، خدم لمدة 11 عامًا، من 16 يوليو 1926 إلى 5 نوفمبر 1937. عاد إلى المنصب بعد الحرب العالمية الثانية، وخدم لمدة أربع سنوات أخرى، من 29 ديسمبر 1953 حتى 29 مارس 1958. تم تسمية العام الدراسي 1982-1983 في كلية أوروبا على شرفه.